# Cheilanthes adiantoides
Cheilanthes adiantoides là một loài dương xỉ trong họ Pteridaceae. Loài này được T.C. Chambers & P.A. Farrant mô tả khoa học đầu tiên.
Danh pháp khoa học của loài này chưa được làm sáng tỏ. 